# 5次元
5次元（ごじげん、五次元）は、空間の次元が5であること。次元が5である空間を5次元空間と呼ぶ。

## 性質
- 5次元空間内の点の座標は、5つの値を並べた位置ベクトルにより表現できる。
- 5次元のベクトルの絶対値はピタゴラスの定理を拡張した形{\displaystyle {\sqrt {v^{2}+w^{2}+x^{2}+y^{2}+z^{2}}}}で定義される。

## 5次元ポリトープ
投影には、4次元までの図形とは少々異なる方法を使う。

### 超球
半径rの5次元超球の体積 V は、半径を r とすれば、以下の式で求められる。
{\displaystyle V={\frac {8}{15}}\pi ^{2}r^{5}}